# Seznam nosilcev zlate medalje generala Maistra z meči
Seznam nosilcev zlate medalje generala Maistra z meči.

## Seznam
(datum podelitve - ime)
- 31. januar 1992 - Vojko Adamič - Darko Andrejašič - Bor Balderman - Bojan Bartol - Milan Baudek - Alojz Bogataj - Gorazd Bogdan - Ernest Breznikar - Janez Butara - Ciril Cenček - Denis Čaleta - Boris Čepon - Darko Čop - Leopold Čuček - Ljubo Držanik - Matej Dvorščak - Peter Einfalt - Vincenc Faladore - Janko Filipič - Miran Fišer - Igor Franko - Alan Geder - Maks Gorenšek - Ante Grgantov - Domenik Grmek - Srečko Jakše - Rajko Janša - Martin Kandžič - Alojz Kisilak - Rado Klisarič - Branko Kobetič - Andrej Kocbek - Aleš Kodra - Franc Kokoravec - Bojan Končan - Milan Kranjec - Cvetko Kravanja - Aleš Kulovec - Stojan Ledinek - Iztok Likar - Ladislav Lipič - Vasilije Maraš - Božidar Njavro - Edvard Mihalič - Marjan Miklavčič - Peter Mlakar - Rafael Mokorel - Anton Mrvar - Zvonko Murko - Alojz Novak - Mirko Ognjenovič - Miha Ogorevec - Venčeslav Ogrinc - Franc Ošljak - Rajko Pajnič - Vojko Pavlin - Branko Petan - Igor Prah - Franc Praznik - Jože Prvinšek - Dušan Rajgelj - Miha Rauter - Mirko Rauter - Marko Ravnikar - Anton Rešek - Franc Rudolf - Alojz Satler - Jakob Simšič - Gregor Slivšek - Franc Smerdu - Anton Sračnik - Zdravko Stolnik - Primož Strle - Štefan Šemrov - Jože Škof - Miloš Šonc - Marko Špiler - Alojz Šteiner - Marko Tavčar - Ladislav Troha - Leon Tušar - Rihard Urbanc - Rajko Velikonja - Anton Vereš - Marko Veselič - Adi Vidmajer - Drago Vidrih - Gorazd Vidrih -Oton Vodišek- Vojko Vojvoda - Rudi Vorša - Borut Zajec - Vladimir Zafošnik - Alojz Završnik - Marjan Zupan - Bojan Zupanc - Zvonko Žagar - Jože Žist - Gregor Žnidar - Franc Željko Županič